# Sechelt (Columbia Británica)
Sechelt es un municipio distrital canadiense situado en la provincia de Columbia Británica.

## Superficie
Sechelt tiene una superficie de 39,02 km².

## Demografía
En 2021, tenía 10 847 habitantes, una densidad poblacional de 278 hab./km², y 5738 viviendas.